# Гибс, Самуил Самуилович
Самуил Самуилович Гибс (? — 1795) — вице-адмирал, герой Архипелагской экспедиции 1769—1774 годов.

## Биография
Самуил Гибс получил образование в Морском шляхетном кадетском корпусе, из которого в 1760 году был выпущен в Балтийский флот.
В составе Балтийского флота принимал участие в Семилетней войне и находился, ещё будучи кадетом, при взятии Мемеля в 1757 году и сразу после выпуска — при морской блокаде Кольберга в 1760—1761 годах.
В 1764—1765 годах на фрегате «Надежда Благополучия» совершил плавание из Кронштадта в Ливорно и обратно. По возвращении некоторое время командовал галиотом «Кронштадт» и в 1766—1768 годах «Святой Николай».
С 1769 года служил офицером на корабле «Европа» и совершил переход из Кронштадта в Портсмут и оттуда в Архипелаг, где в составе эскадры адмирала Г. А. Спиридова принимал участие в военных действиях против турок. За отличие в 1771 году при артиллерийском обстреле турецкой крепости Митилена и сожжение там строившихся на верфи двух кораблей и галеры был произведён в капитан-лейтенанты.
В 1775 году Гибс на корабле «Всеволод» вернулся на Балтику и 26 ноября того же года был награждён орденом св. Георгия 4-й степени (№ 235 по кавалерскому списку Судравского и № 284 по списку Григоровича — Степанова)
За храбрые и мужественные подвиги, оказанные при атаке города Короны и за взятие четырех пушек и одной мортиры.
В Балтийском флоте Гибс с 1776 года последовательно командовал кораблём «Всеволод», затем фрегатом «Поспешный» и кораблями «Слава России», «Святой Великомученик Исидор», «Твёрдый». В 1786 году он командовал отрядом из трёх фрегатов с гардемаринами и кадетами в учебном плавании от Кронштадта до Гогланда и далее по портам Финского залива; в 1787—1788 годах командовал кораблём «Владислав». За это время Гибс получил чины капитана 2-го ранга (в 1777 году), капитана 1-го ранга (в 1780 году) и капитана генерал-майорского ранга (в 1787 году).
С открытием в 1788 году кампании против шведов Гибс был назначен командовать эскадрой фрегатов Балтийского флота, однако в следующем году был 14 апреля произведён в контр-адмиралы и послан с каперской эскадрой в Средиземное море.
Произведённый 9 февраля 1793 года в вице-адмиралы, Гибс вскоре вышел в отставку и скончался 2 сентября 1795 года.